# Pennisetia
Genre
 Pennisetia est un genre de lépidoptères (papillons) de la famille des Sesiidae, de la sous-famille des Tinthiinae.

## Liste d'espèces
Selon BioLib (31 juillet 2025) :
- Pennisetia bohemica Králíček & Povolný, 1974
- Pennisetia contracta (Walker, 1856)
- Pennisetia eucheripennis (Boisduval, 1875)
- Pennisetia fixseni (Leech, 1889)
- Pennisetia hylaeiformis (Laspeyres, 1801)
- Pennisetia insulicola Arita, 1992
- Pennisetia kumaoides Arita & Gorbunov, 2001
- Pennisetia marginata (Harris, 1839)
- Pennisetia pectinata (Staudinger, 1887)
- Pennisetia unicingulata Arita & Gorbunov, 2001